# Fire of Unknown Origin
Fire of Unknown Origin – ósmy album studyjny zespołu Blue Öyster Cult z lipca 1981 roku. Przyniósł obok (Don't Fear) The Reaper kolejny przebój autorstwa Donalda "Buck Dharma" Roesera i Richarda Meltzera Burnin' for You, który zajął 40. miejsce na amerykańskiej liście przebojów. Utwór Veteran of the Psychic Wars autorstwa Erica Blooma i Michaela Moorcocka trafił na ścieżkę dźwiękową do filmu animowanego pt. Heavy Metal z 1981 roku. W 1982 roku album ten uzyskał status złotej. Ostatni album z udziałem perkusisty Alberta Boucharda. Nagrania dotarły do 24. miejsca listy Billboard 200 w USA.

## Lista utworów
Strona A
1. "Fire of Unknown Origin" (Joe Bouchard, Patti Smith, Eric Bloom, Albert Bouchard, Donald Roeser) - 4:09
2. "Burnin' for You" (Roeser, Richard Meltzer) - 4:29
3. "Veteran of the Psychic Wars" (Bloom, Michael Moorcock) - 4:48
4. "Sole Survivor" (Bloom, John Trivers, L. Myers) - 4:04
5. "Heavy Metal: the Black and Silver" (A. Bouchard, Bloom, Sandy Pearlman) - 3:16

Strona B
1. "Vengeance (The Pact)" (A. Bouchard, J. Bouchard) - 4:41
2. "After Dark" (Bloom, John Trivers, L. Myers) - 4:25
3. "Joan Crawford" (A. Bouchard, David Roter, Jack Rigg) - 4:55
4. "Don't Turn Your Back" (A. Bouchard, Allen Lanier, Roeser) - 4:07

## Twórcy
- Eric Bloom – gitara rytmiczna, wokal
- Donald "Buck Dharma" Roeser – gitara prowadząca, wokal
- Allen Lanier – instrumenty klawiszowe, gitara rytmiczna
- Joe Bouchard – gitara basowa, wokal
- Albert Bouchard – perkusja, wokal
- Martin Birch – producent
- Patti Smith - teksty
- Sandy Pearlman - teksty
- Richard Meltzer - teksty
- Michael Moorcock - teksty
- Greg Scott - okładka

## Certyfikat
| Rok  | Album                  | Certyfikat   |
| ---- | ---------------------- | ------------ |
| 1982 | Fire Of Unknown Origin | złota (RIAA) |